# Cocotitlán
Cocotitlán est une municipalité de l'État de Mexico, au Mexique. Elle couvre une superficie de 10,45 km2 et compte 12 142 habitants d'après le recensement de 2010.